# 松本梨香
松本梨香（日语：／ Matsumoto Rika，1968年11月30日—），日本女性配音員、演員、歌手。出身於神奈川縣橫濱市。身高160cm。O型血。
株式會社Matsurica社長、代代木動畫學院聲優藝人科特聘講師。舊藝名：松本 利香。另外別名有：松本 梨加、江戶家 梨香。

## 來歷
松本梨香的父親是大衆戲劇團團長，因此從小她自己也以舞台演員為目標。但是由於哥哥的去世和自己本身有疾病纏身而無法登上舞台公演，最後因為擔心而打消了念頭。
後來，松本受到前輩名古屋章的推薦下，參加1988年電視動畫《小松君》的角色試音，結果成為她的配音出道作。之後更在1991年電視動畫《絕對無敵雷神王》第一次得到主演的機會，從此她多為充滿朝氣活力的小男孩獻聲，而最為人熟知的配音作品即是《神奇寶貝》系列主角小智。除了日本動畫外，她還有為珊卓·布拉克、朱麗葉特·劉易斯、茱兒·芭莉摩、帕特里夏·阿奎特等美國現役女星進行日語配音。
歌手活動方面，2000年7月起，她與水木一郎、影山浩宣、坂本英三、遠藤正明共5人結成「JAM Project」。同時是首位為「超人力霸王」唱片尾曲和「假面騎士」系列唱主題曲的女歌手。另外與市川吉之、古道圭一組成「TRiCYCLE」，擔任過樂團主唱。單曲「目標是神奇寶貝大師」順著神奇寶貝的熱潮，創下了發售185萬張的紀錄，這也是松本唯一破百萬銷量的聲優音樂作品。
2008年4月7日，暫時從JAM Project的活動中退出。
2015年1月5日，宣布離開所屬20年的Sunmusic Production，成為自由身。同年4月1日加入amuleto。
2016年12月1日，再度宣布已於11月30日離開amuleto，又成為自由身。
2018年5月16日（父親去世的這一天），自行就任社長，成立個人事務所「株式會社Matsurica」專門進行演藝事業管理。
2019年3月1日，松本演唱的歌曲『目標是神奇寶貝大師』從平成動畫歌曲大賞作品賞（1989年 - 1999年）中選出。
同年10月21日，受邀任命擔任「日本酷大使」。
2023年，獲得第17屆聲優AwardsKid's Family獎。

## 人物、逸事
興趣有旅行（溫泉巡禮）。特長是日本舞、畫圖、擲標槍。拿手的運動有排球、手球、游泳、滑雪（2級）。愛車是BMW318Ci 1995cc。
此外同樣是神奈川縣出身的白鳥由里對她以「～」作暱稱，相反的松本澤對白鳥以稱呼。
井上瑤去世後，松本繼承了一些配音的角色（有《遊☆戲☆王 怪獸之決鬥》的獏良了、〈鋼彈系列〉的Haro等）。另外，松本在她自己的出道作《小松君》曾經與井上共演（松本演松野六胞胎中的三男輕松；井上演長男、作品主角松野小松）。
2018年12月22日開始在《優》進行對談（初回嘉賓：三矢雄二）。其意旨在對配音員有抱負的志願者傳達演技和表達的重要性。
山寺宏一發出唐老鴨的聲音是她所教出來的。
在自身主演的動畫《勇者傳說達鋼》的錄音室現場有三支麥克風，其中有一支專門為松本調低了麥克風的音量。還有，她是發出聲音時全身就會出聲音的類型，只要一動就會發出說話的聲音。

### 與《神奇寶貝（寶可夢）》有關的事
自演出主角小智以來，讓她印象深刻的劇情是無印時期的「再見巴大蝴」和鑽石&珍珠時期的「終結的宿敵對戰！小智對真司！」。
當初，松本本來是參加小智的對手小茂的錄音（小茂的聲音由小林優子擔當），但是試鏡會結束後，工作人員建議她也來演小智的聲音，就這樣成為了自身長年擔任的配音代表作。但是導演湯山邦彥說，松本是從一開始就被提名為小智聲音的人選，外界似乎以為她先演小茂的角色所以才會入選而被誤解。
她的喉結是長年擔任小智的聲音而突起的。

## 演出
粗體字表示主要角色。

### 電視動畫
1988年
- 小松君 (1988年版)（松野輕松[25]、松野一松〈代替〉、恐龍〈小孩〉）
- 麵包超人（塗鴉小子）
- IQ零蛋多毛狗（日语：どんどんドメルとロン）（布拉奇）
- 妙手小廚師（男孩子）

1989年
- 烏龍少爺（日语：おぼっちゃまくん）（貧保耐三）
- 機動警察（主管人員）
- 亂馬½
- 摔角軍團〈銀河篇〉聖戰士羅賓Jr.（日语：レスラー軍団〈銀河編〉 聖戦士ロビンJr.）（烈D·神）

1990年
- 麵包超人（鋼琴人）
- 七海遊龍（雷恩）
- 平成天才妙老爹（日语：平成天才バカボン）（假兒子、熊田、旅館服務人員、太太 等）
- 魔法天使甜蜜薄荷（艾爾、古雷亞姆[26]）

1991年
- 少年劍道王直角（尼古丁／尼古平[注 1]）
- 城市獵人'91（索妮亞）
- 猜拳人 怪獸大決戰（足球君）
- 絕對無敵雷神王（日向仁、島田愛子〈第2代〉、尾巴）
- 麵包超人（甜甜圈寶寶）
- 魔法公主 明琪桃子（日语：魔法のプリンセスミンキーモモ）（小孩B）
- 丸出日太夫（凄井金持、恐龍的小孩、王子、村莊女孩B）
- 意甲小旋風（日语：燃えろ!トップストライカー）（朱利安）

1992年
- 宇宙騎士鐵甲人利刃（瑞克）
- 卡利麥羅 (1992年版)（龐克拉喬）
- 元氣爆發伏魔金剛（日向仁）
- 麵包超人（燒賣姊姊〈第2代〉、荷包蛋弟弟）
- 勇者傳說達鋼（高杉星史）
- 法蘭德斯之犬 我的帕特拉許（日语：フランダースの犬 ぼくのパトラッシュ）（楊）

1993年
- 拇指公主
- 機動戰士V鋼彈（沃連·特列斯、蓮達·德·波魯瑪、Haro）
- 麵包超人（天狗小和尚〈第2代〉）
- 家有賤龍（葉月[27]）

1994年
- 小紅帽恰恰（波比）
- 飛天少女豬（黑羽競子、G）
- 幽☆遊☆白書（御手洗清志）

1995年
- 小紅豆（兒玉翠、神原陽子的媽媽）
- 愛天使傳說（女大學生）
- NINKU -忍空-（風助[28]）
- 酷媽寶貝蛋（保與田未来）

1996年
- 蒙面俠蘇洛傳（貝納德）
- 奧運高手（相樂真理子）
- 逮捕令（葵雙葉）

1997年
- 麵包超人（旋轉陀螺妹妹）
- 神奇寶貝（1997～2002，小智、阪木的貓老大）

1998年
- 金田一少年之事件簿（不破鳴美／北見蓮子）
- 星方武俠（日语：星方武侠アウトロースター）（吉姆·霍金）
- 電光快車俠（電光星女王）
- 秀逗博士（朝丘友子）
- 槍神Trigun（凱特）
- 炸彈人 彈珠人爆外傳（修羅姬）
- 危險調查員（伊利亞）
- 在夢中相遇（日语：夢で逢えたら (漫画)）（磯邊波子）
- 吉本無知子物語（日语：ヨシモトムチッ子物語）（花螳螂桃子）
- LET'S 努普努普（日语：LET'S ぬぷぬぷっ）（北村久未老師、壽司）

1999年
- 此時此刻的我（西斯）
- 週刊故事樂園（日语：週刊ストーリーランド）（慎吾）
- 神風怪盜貞德（古戶伊豆山）
- 封神演義（雷震子）
- 炸彈人 彈珠人爆外傳V（詠芝[29]）

2000年
- 銀河冒險戰記（法妮塔）
- 幽浮寶貝（兔子）
- 向阳之树（阿紺[30]）
- 超夢重現 風雲再起！（小智）
- 名偵探柯南（碓冰律子）
- 魯邦三世：1美元戰爭（日语：ルパン三世 1$マネーウォーズ）（桑迪·菲什伯恩[31]）
- ReReRe天才老爹（日语：レレレの天才バカボン）（桃太郎）
- 六門天外（火焰閃耀天使）

2001年
- 足球小將翼 (平成版)（日向小次郎〈少年時期〉）
- 週刊故事樂園（和惠、三笠禮子）
- 光劍星傳EX（奧佩拉·貝格拉）
- 逮捕令 Second Season（葵雙葉[32]）
- 遊☆戲☆王 怪獸之決鬥（獏良了〈第2代〉[33]、盜賊王貘良）

2002年
- 槍之國度（日语：ガンフロンティア (漫画)）（辛努諾拉）
- 馭龍少年（向井）
- 花田少年史（二路、洋平、靈媒凱都力妮、五月婆婆、德子的朋友）
- 大頭狗仔隊（日语：ふぉうちゅんドッグす）（波奇）
- 神奇寶貝超世代（2002～2006，小智、阪木的貓老大）
- 神奇寶貝 Side Story（小智、阪木的貓老大）
- Bom Bom 彈珠人太空戰士（美絲迪）
- 名偵探柯南（九條玲子）
- YOU'RE UNDER ARREST ～逮捕令～（葵[34]）

2003年
- 原子小金剛 (2003年版)（里諾）
- 獸兵衛忍風帖 龍寶玉篇（貓目）
- 機甲露寶（查米佐藤）
- 名偵探柯南（片岡純）

2004年
- 極道鮮師（藤山靜香）
- 超重神GRAVION Zwei（巴涅特博士）
- 網球王子（漢娜）

2005年
- 我的太太是魔法少女（普蕾雅·艾瑪）
- 火影忍者（雀蜂）
- 天國之吻（小泉）
- 怪醫黑傑克（小純、小悟）

2006年
- 神奇寶貝鑽石&珍珠（2006～2010，小智、阪木的貓老大）
- 怪傑佐羅利（三枝田未來）

2007年
- Keroro軍曹（大和）
- 野坂昭如 戰爭童話集「兩顆胡桃（日语：ふたつの胡桃）」（將吉）
- 逮捕令 全速前進（葵雙葉[35]）
- 魔人偵探腦嚙涅羅（賀久安由美〈歇斯底里獵犬〉）[注 2]
- 新楓之谷（波度[36]）

2008年
- 我們這一家（蒙太）

2009年
- 奇奇的異想世界 新的家（虎）
- 耐莉和塞薩爾（日语：ネリーとセザール）（塞薩爾）

2010年
- 超級機械人大戰OG -The Inspector-（瑞卡菈·鮑寧）
- 星際寶貝 ～神奇大冒險～（鶴子〈流石鶴子〉）
- 星際寶貝：神奇大冒險 ～最棒的朋友～（鶴子〈流石鶴子〉）
- 神奇寶貝超級願望（2010～2013，小智、阪木的貓老大）

2012年
- 人類衰退之後（杜克）
- 星際寶貝與砂之惑星（鶴子〈流石鶴子〉）
- 神奇寶貝超級願望 Season 2（2012～2014，小智、阪木的貓老大）
  - Season 2 EpisodeN
  - Season 2：杰可羅拉冒險

2013年
- 神奇寶貝XY（2013～2016，小智[37]）
- 神奇寶貝 超夢 覺醒的序章（小智）

2014年
- WASIMO（WASIMO[38]）

2015年
- 胖胖褲豬 W喔NEW！（[39]）
- 神奇寶貝 XY&Z（小智[40]）
- 金夜 安部禮司 ～平均上班族的異常之日常～（日语：NISSAN あ、安部礼司〜BEYOND THE AVERAGE#メディアミックス・コラボレーション）（田中幸子、田中一郎、田中三郎 等）

2016年
- 精靈寶可夢 太陽&月亮（2016～2019，小智[41]）

2018年
- 罪人與龍共舞（嘉貝菈[42]）
- 一直跑下去真的是太好了。（日语：走り続けてよかったって。）（講師2）

2019年
- 寶可夢 旅途（2019～2023，小智[43]）
- 毛球剛次郎（日语：けだまのゴンじろー）（世田圭子）

2020年
- 胖腹動物的生活（水壺大人[44]、旁白、章魚群、大章魚丸）

### 電影動畫
1989年
- （松野輕松[45]）

1991年
- 老人Z（佐藤知枝）

1993年
- 幽☆遊☆白書：夜叉的陰謀（核心修羅）

1994年
- 麵包超人：莉莉卡與魔幻魔法學校（日语：それいけ!アンパンマン リリカル☆マジカルまほうの学校）（莉莉卡）
- 家有賤狗 原始家有賤狗（小長毛象[46]）

1995年
- 劇場版 小紅豆（兒玉翠[47]）
- 劇場版 NINKU -忍空-（風助）

1996年
- 劇場版 X（那吒[48]）
- （宗征次）

1998年
- 劇場版 神奇寶貝：超夢的逆襲（小智）
- 藍色恐懼（留美[49]）
- 皮卡丘的歡樂假期（小智）

1999年
- 劇場版 神奇寶貝：夢幻之神奇寶貝 洛奇亞爆誕（小智）
  - 皮卡丘的探險隊（小智）
- 逮捕令 the MOVIE（葵雙葉）

2000年
- 劇場版 神奇寶貝：結晶塔的帝王（小智）
  - 皮丘與皮卡丘（小智）

2001年
- 劇場版 神奇寶貝：雪拉比 穿梭時空的相遇（小智）
- 大都會（婦人顧客）[注 3]

2002年
- 劇場版 神奇寶貝：水都的守護神 拉帝亞斯和拉帝歐斯（小智）

2003年
- 劇場版 神奇寶貝：七夜的許願星 基拉祈（小智）

2004年
- 劇場版 神奇寶貝：裂空的訪問者 代歐奇希斯（小智）

2005年
- 劇場版 神奇寶貝：夢幻與波導的勇者 路卡利歐（小智）

2006年
- 劇場版 神奇寶貝：蒼海的王子 瑪納霏（小智）

2007年
- 劇場版 神奇寶貝：決戰時空之塔 帝牙盧卡VS帕路奇犽VS達克萊伊（小智）
- 琴之森（金平大學）

2008年
- 劇場版 神奇寶貝：騎拉帝納與冰空的花束 潔咪（小智）

2009年
- 劇場版 神奇寶貝：阿爾宙斯 超克的時空（小智）
- 企鵝大冒險（日语：よなよなペンギン）（魔鬼領袖）

2010年
- 劇場版 神奇寶貝：幻影的霸者 索羅亞克（小智）

2011年
- 劇場版 神奇寶貝：比克提尼與黑英雄 捷克羅姆/白英雄 雷希拉姆（小智）

2012年
- 劇場版 神奇寶貝：酋雷姆VS聖劍士 凱路迪歐（小智）

2013年
- 劇場版 神奇寶貝：神速的蓋諾賽克特 超夢覺醒（小智）
- 十五少年漂流記 ～海賊島DE！大冒險～（杜里安[50]）

2014年
- Pokemon the movie XY 破壞之繭與蒂安希（小智）
  - 皮卡丘，這是什麼鑰匙？（小智）

2015年
- Pokemon the movie XY 光環的超魔神 胡帕（小智）

2016年
- 鷹爪8 ～吉田君的X（Batten）檔案～（日语：秘密結社鷹の爪）（納斯卡利）
- Pokemon the movie XY&Z 波爾凱尼恩與機關人偶 瑪機雅娜（小智）
- 劇場版 遊☆戲☆王：次元的黑暗面（獏良了）

2017年
- 劇場版 精靈寶可夢：就決定是你了！（小智）
- DC超級英雄VS鷹爪團（神力女超人）

2018年
- 劇場版 精靈寶可夢：我們的故事（小智）
- 怪物彈珠 THE MOVIE 空之彼方（日语：モンスターストライク THE MOVIE ソラノカナタ）（拉格拉）

2019年
- 劇場版 精靈寶可夢：超夢的逆襲 EVOLUTION（小智）

2020年
- 劇場版 精靈寶可夢：皮卡丘和可可的冒險（小智）

2021年
- （我）

### OVA
1990年
- YJ版檸檬天使（日语：レモンエンジェル (漫画)）（太田理繪）

1991年
- 住院時的各種奇妙故事 請多保重！（日语：入院ボッキ物語 おだいじに!）（松田沙耶香）

1992年
- 絕對無敵雷神王（日向仁、島田愛子）

1993年
- 怪醫黑傑克（中島有希）
- MOLDIVER（日语：モルダイバー）（大宇宙望夢）

1994年
- GATCHAMAN[[[Wikipedia:格式手册/链接#章節|錨點失效]]]（阿丁）
- 氣質形而上 實在職業婦女講座（日语：気分は形而上）（智美）
- 新·甜心戰士（早見直慶）
- 爆炎學園（日语：爆炎CAMPUSガードレス）（神野八純）
- 最終幻想（普里茲）
- 幽幻怪社（如月妖華）

1995年
- 小紅帽恰恰（波比）
- 天氣預報大姊姊（日语：お天気お姉さん (漫画)）（仲代桂子）
- 搞怪拍檔FLASH（惠）
- 秘境探險法姆&伊莉（日语：秘境探検ファム&イーリー）（拉夏）
- 美幸夢遊仙境（日语：不思議の国の美幸ちゃん）（菫）
- 彌涅耳瓦公主（凱斯利·烏爾加）

1996年
- 魔靈公主（ジャポロ）
- TWIN SIGNAL（音井信彥）
- 特務戰隊Shinesman（日语：特務戦隊シャインズマン）（松本陽太）
- FAKE（日语：FAKE (漫画)）（薇琪）
- 我的真理美眉（日语：ぼくのマリー）（劍王響）

1997年
- 工業哀歌排球男孩（日语：工業哀歌バレーボーイズ）（良子）

1998年
- 火聖旅團 DNA Sights 999.9（日语：火聖旅団 ダナサイト999.9）（森木老師）
- HUNTER×HUNTER（小傑·富力士）[注 4]
- 皮卡丘的寒假（小智）
- 在夢中相遇（日语：夢で逢えたら (漫画)）（磯邊波子）

1999年
- 太陽之船（日语：太陽の船 ソルビアンカ）（四月）
- 皮卡丘的寒假2000（小智）

2000年
- 極速戰警eX-D（日语：エクスドライバー）（晶）

2005年
- STRATOS 4 Advance（日语：ストラトス・フォー）（御廚真紀）

### 網路動畫
- 幻影神奇寶貝的主謀者（2006年，小智）
- 金夜 安部禮司 ～平均上班族的異常之日常～（日语：NISSAN あ、安部礼司〜BEYOND THE AVERAGE#メディアミックス・コラボレーション）（2015年，田中幸子、田中一郎、田中三郎）
- NINJA SLAYER from ANIMATION（2015年，老元·千葉[51]）

### 遊戲
1994年
- 美少女雀士II（日语：アイドル雀士スーチーパイ）（一文字司）
- 露娜2 永恆之藍（奈露）

1995年
- 美少女雀士Special（橘麗華）
- 美少女雀士Limited（橘麗華）
- 美少女雀士Remix（橘麗華）
- 摔角天使 雙重衝擊（日语：レッスルエンジェルス#レッスルエンジェルス ダブルインパクト）（炸彈來島／來島惠理）

1996年
- 美少女雀士II Limited（一文字司）
- 新超級機器人大戰（日语：新スーパーロボット大戦）（蓮達·德·波魯瑪）
- BS勇者鬥惡龍

1997年
- 真說侍魂 武士道烈傳（美州姬、羅將神美津紀（日语：羅将神ミヅキ））
- 心動美麗同盟（日语：ドキドキプリティリーグ#ドキドキプリティリーグ）（瀧澤馨）
- Paro Wars（日语：パロウォーズ）（米迦勒）
- （久堂遙香）

1998年
- 速攻學生會（日语：速攻生徒会）（真田梨香）
- 超剛戰紀機界王（日语：超鋼戦紀キカイオー）（夢野大地、阿姆里塔）
- 超魔神英雄傳 ANOTHER STEP（日语：超魔神英雄伝ワタル ANOTHER STEP）（瓦爾莉莉絲）
- 孿生物語（日语：ツインズストーリー きみにつたえたくて…）（柿沼沙姬）
- 新世代機器人戰記（日语：新世代ロボット戦記ブレイブサーガ）（高杉星史）
- 勇敢的劍士 武藏傳（武藏）

1999年
- SD鋼彈 G世代-ZERO（蓮達·德·波魯瑪、京田四郎）
- FRIENDS ～閃耀的青春～（日语：同窓会 (ゲーム)#同窓会 -Yesterday Once More-）（緒方靜香）
- 瑪麗亞2 受孕公告之謎（日语：マリア2 受胎告知の謎）（國友真里亞）

2000年
- SD鋼彈 G世代-F（蓮達·德·波魯瑪、京田四郎）
- 超級機器人大戰α（Haro、蓮達·德·波魯瑪、瑞卡菈·鮑寧）
- 新世代機器人戰記2（日语：ブレイブサーガ2）（高杉星史）

2001年
- SD鋼彈 G世代-F.I.F（Haro、京田四郎）
- 超級機器人大戰α外傳（Haro）
- 超級機器人大戰α for Dreamcast（Haro、蓮達·德·波魯瑪、瑞卡菈·鮑寧）

2002年
- SD鋼彈 G世代 NEO（蓮達·德·波魯瑪、Haro、京田四郎）

2003年
- 鬼太郎 異聞妖怪奇譚（日语：ゲゲゲの鬼太郎 異聞妖怪奇譚）（鬼太郎）
- 鬼太郎 危機一髮！妖怪列島（日语：ゲゲゲの鬼太郎 危機一髪!妖怪列島）（鬼太郎）
- 鬼太郎 逆襲！妖魔大血戰（日语：ゲゲゲの鬼太郎 逆襲!妖魔大血戦）（鬼太郎）

2004年
- SD鋼彈 G世代 SEED（Haro、京田四郎）
- 超級機器人大戰GC（日语：スーパーロボット大戦GC）（日向仁、島田愛子）

2005年
- 王國之心II（蜜兒）

2006年
- SD鋼彈 G世代 PORTABLE（蓮達·德·波魯瑪）
- 超級機器人大戰XO（日语：スーパーロボット大戦GC）（日向仁、島田愛子）

2007年
- 美少女雀士III Remix（一文字司）
- Another Century's Episode 3 THE FINAL（京田四郎）
- SD鋼彈 G世代 SPRITS（蓮達·德·波魯瑪、沃連·特列斯、Haro）
- 超級機器人大戰OG ORIGINAL GENERATIONS（瑞卡菈·鮑寧）
- 超級機器人大戰OG外傳（瑞卡菈·鮑寧）

2008年
- 機動戰士鋼彈 鋼彈VS.鋼彈（日语：機動戦士ガンダム ガンダムVS.ガンダム）（Haro）

2009年
- SD鋼彈 G世代 WARS（蓮達·德·波魯瑪、沃連·特列斯、Haro）
- 機動戰士鋼彈 鋼彈VS.鋼彈NEXT（日语：機動戦士ガンダム ガンダムVS.ガンダムNEXT）（Haro）
- 超級機器人大戰NEO（日语：スーパーロボット大戦NEO）（日向仁、島田愛子）

2011年
- SD鋼彈 G世代 3D（蓮達·德·波魯瑪）
- SD鋼彈 G世代 WORLD（蓮達·德·波魯瑪、Haro）

2012年
- SD鋼彈 G世代 OVER WORLD（Haro）
- 第2次超級機器人大戰OG（瑞卡菈·鮑寧）

2013年
- 超級機器人大戰Operation Extend（日向仁、島田愛子）
- 瑪利歐賽車 ARCADE Grand Prix DX（日语：マリオカート アーケードグランプリ#アーケードグランプリDX）（實況廣播）

2015年
- Valiant Knights（[52]）
- 機動戰士鋼彈 極限VS.火力全開（日语：機動戦士ガンダム エクストリームバーサス フルブースト）（京田四郎）
- 機動戰士鋼彈　極限VS.全力爆發（日语：機動戦士ガンダム エクストリームバーサス マキシブースト）（京田四郎）
- 超級機器人大戰BX（日向仁、島田愛子）
- 七騎士（守護神 傑伊布[53]）
- 神奇寶貝Tretta（日语：ポケモントレッタ）（小智）

2016年
- A lot of Stories（以藏[54]）
- 機動戰士鋼彈　極限VS.全力爆發ON（日语：機動戦士ガンダムエクストリームバーサス マキシブーストON）（京田四郎）
- 超級機器人大戰OG THE MOON DWELLERS（瑞卡菈·鮑寧）
- 遊☆戲☆王 怪獸之決鬥 最強卡片決鬥！（日语：遊☆戯☆王デュエルモンスターズ 最強カードバトル!）（獏良）

2019年
- 王國之心III（蜜格拉）
- 幽☆遊☆白書 100％認真戰鬥（御手洗清志）

2020年
- 動物朋友3（厚企鵝[55]）

2022年
- 寶可夢大師（小智）

### 廣播劇CD
- 宇宙海賊寶船組！（辯天〈真由美·成島〉）
- 神奇寶貝系列（小智）
  - 白色的明天在等著我們！火箭隊（日语：白い明日だ!ロケット団）
  - 神奇寶貝 樂趣CD－《幼稚園（日语：幼稚園 (雑誌)）》2000年2月號附贈
- 絕對無敵雷神王系列
  - 絕對無敵雷神王 唱歌吧地球防衛組！（日向仁）
  - 絕對無敵雷神王IV 地球防衛組全員出動！
  - 絕對無敵雷神王V 廣播劇CD特輯 絕對無敵的玉手箱（トウトウココマデヤッチマッタ）（日向仁、島田愛子）
  - 絕對無敵雷神王 （日向仁、島田愛子）
  - 絕對爆發雷神王對元氣爆發（非賣品）（日向仁）
- 搞怪拍檔FLASH（惠）
- 天使禁獵區系列（紫羅九音）
- 靈異獵人（朝比奈睦月）
- 魔法少女奇幻CoCo（ミュール·モスコ）
- 銀河鐵道之夜（卡帕涅拉）
- 心動美麗同盟 廣播體育場（日语：ドキドキプリティリーグ#CDドラマ『ドキドキプリティリーグ』）（瀧澤馨）

### 廣播劇
- 廣播 魔神英雄傳3（日语：魔神英雄伝ワタル (ラジオ)#魔神英雄伝ワタル3）（1991年－1992年）
- 心動美麗同盟（日语：ドキドキプリティリーグ#ラジオ番組版）（1996年－1997年，瀧澤馨）

### 外語配音

#### 演員
茱兒·芭莉摩
- 初戀50次（露西·懷特摩）
- 致命女人香（英语：Bad Girls (1994 film)）（莉莉·拉羅堤）－朝日電視台版
- 霹靂嬌娃（狄倫·桑德斯）－影碟版
- 霹靂嬌娃2：全速進攻（狄倫·桑德斯）－影碟版
- 灰姑娘，很久很久以前（英语：Ever After）（丹妮兒·德·巴巴拉克）
- 愛情全壘打（英语：Fever Pitch (2005 film)）（琳賽·米克斯）
- 一吻定江山（裘西·蓋勒）－WOWOW版[注 5]
- 辣妹青春（英语：Riding in Cars with Boys）（貝芙莉·唐納費歐）

朱麗葉特·劉易斯
- 邊緣日記（Diane Moody）
- 海角驚魂（Danielle Bowden）－影碟版
- 惡夜追殺令（Katherine Fuller）
- 驚爆危機 (美國電影)（英语：The Tailor of Panama (film)）（Robin）

米拉·喬沃維奇
- 第五元素（莉露）－DVD／VHS／BD所有影碟版本、朝日電視台版
- 單挑（英语：He Got Game）（Dakota Burns）
- 聖女貞德（聖女貞德）－日本電視台版
- 我的子彈會轉彎（英语：Kuffs）（Maya Carlton）

帕特里夏·阿奎特
- 大西洋帝國 (第4季)（Sally Wheet）
- （Olivia Evans[56]）
- 午夜速遞（Mary Burke）
- CSI犯罪現場：網路犯罪（Avery Ryan）
- 挑逗、性、遊戲（英语：Flirting with Disaster (film)）（Nancy Coplin）
- 別有洞天（Katherine "Kissin' Kate" Barlow）
- FBI緊急盯梢令（英语：Holy Matrimony (1994 film)）（Betsy "Havana" Iggins）
- 還我本性（英语：Human Nature (film)）（Lila Jute）
- 魔鬼接班人（英语：Little Nicky）（Valerie Veran）
- 靈媒緝凶（Allison DuBois）
- 看誰在尖叫（英语：Nightwatch (1997 film)）（Catherine）
- 絕命大煞星（Alabama Whitman）－影碟版

蕾妮·齊薇格
- 此價更勝紅寶石（英语：A Price Above Rubies）（Sonia Horowitz）
- 億萬未婚夫（安妮·亞登）－影碟版
- BJ單身日記系列（布莉琪·瓊斯（英语：Bridget Jones））
  - BJ單身日記
  - BJ單身日記2：男人禍水
  - BJ有喜
- 芝加哥（蘿西·哈特）
- 鐵拳男人（Mae Braddock）
- 愛情達陣（Lexi Littleton）

麗絲·韋花絲潘
- （艾兒·伍玆）－影碟版
- （艾兒·伍玆）
- 魔鬼接班人（英语：Little Nicky）（天使）
- （珍妮佛）
- （Melanie Carmichael）
- （Lauren Scott）

珊卓·布拉克
- 衝擊效應（簡·卡波）
- 越空狂龍（萊妮那·賀斯利）－朝日電視台版[注 6]
- 麻辣女王（葛蕾絲·哈特）－電視播出版[注 7]
- 麻辣女王2：美麗的要命（葛蕾絲·哈特）－日本電視台版
- 網路上身（安吉拉·貝內特）－朝日電視台版
- 捍衛戰警（安妮·波特）－朝日電視台版[注 8]

薇拉莉·葛琳諾
- 機飛總動員（英语：Hot Shots!）（Ramada Thompson）－朝日電視台版
- 機飛總動員2（英语：Hot Shots! Part Deux）（Ramada Thompson）－朝日電視台版
- 雨人（蘇珊娜）－TBS版

袁詠儀
- 金玉滿堂（歐嘉慧）
- 金枝玉葉（林子穎）
- 霹靂火（Amy）

#### 電影
- 酷條子（英语：A Low Down Dirty Shame）（佩姬〈潔達·蘋姬·史密斯〉）
- 法律之上（英语：Above the Law (1988 film)）（露西）－朝日電視台版
- 無底洞（Lisa "One Night" Standing〈金佰利·斯科特（英语：Kimberly Scott）〉）－影碟版
- 步步登天（英语：All the Right Moves (film)）（莉莎〈莉亞·湯普遜〉）－日本電視台版[注 9]
- 飛鷹計劃（艾爾莎〈艾娃·可保·德·加西亞〉）－影碟版
- 飛越北極星（英语：Back in the USSR (film)）（莉娜〈娜塔莉亞·內格達（英语：Natalya Negoda）〉）
- 大眼睛（瑪格麗特·基恩〈艾美·亞當斯〉）
- 吸血殭屍：驚情四百年（Mina Harker／Elisabeta〈薇諾娜·瑞德〉）－朝日電視台版
- 生人活埋（英语：Buried Alive (1990 TV film)）（Joanna Goodman〈珍妮佛·傑森·李〉）
- 名嘴大丈夫（英语：Cadillac Man）（唐娜〈安娜貝拉·西歐拉（英语：Annabella Sciorra）〉）※影碟版。
- 浩劫重生（Bettina Peterson〈拉里·懷特（英语：Lari White）〉）
- 藍絲絨（珊迪·威廉絲〈蘿拉·鄧恩〉）－東京電視台版
- 愛，上了癮（艾莉莎·瓊斯〈裘伊·羅倫·亞當斯〉）
- 快克殺手（伊娃·里頓〈艾咪·史瑪特〉）
- 快克殺手2：極速電擊（伊娃·里頓〈艾咪·史瑪特〉）
- 冰上特攻隊（英语：D3: The Mighty Ducks）（戈瑞格 "戈爾迪" 戈柏〈尚恩·魏斯（英语：Shaun Weiss）〉）
- 神祕約會（英语：Desperately Seeking Susan）（蘇珊〈瑪丹娜〉）
- 警網
- 終極特區（英语：Drop Zone (film)）（傑西·克羅斯曼〈揚奇·巴特勒（英语：Yancy Butler）〉）－朝日電視台版
- 魔龍傳奇（瑪麗娜·普雷騰薩〈佐伊·麥克勒蘭（英语：Zoe McLellan）〉）－日本電視台版
- 八腳怪（薩曼莎·帕克〈卡瑞·伍爾〉）－東京電視台版
- 愛情終結者（英语：The Exterminator）（妓女）－東京電視台版[注 9]
- 新岳父大人（安妮·班克斯-麥肯齊〈金柏萊·威廉姆斯-帕斯萊（英语：Kimberly Williams-Paisley）〉）
- 新岳父大人2（英语：Father of the Bride Part II）（安妮·班克斯-麥肯齊〈金柏萊·威廉姆斯-帕斯萊〉）
- 變蠅人2（英语：The Fly II）（貝絲·羅根〈戴芬·祖尼加（英语：Daphne Zuniga）〉）－朝日電視台版
- 十三號星期五8（英语：Friday the 13th Part VIII: Jason Takes Manhattan）（J·J）－影碟版
- 鬼故事（英语：Ghost Stories (2017 film)）（西蒙·雷菲凱德〈亞歷克斯·勞瑟（英语：Alex Lawther）〉）
- 酷斯拉（Lucy Palotti〈Arabella Field〉）－影碟版
- 驚天動地60秒（莎薇〈安潔莉娜·裘莉〉）－日本電視台版
- 戰慄On-Line（英语：Halloween: Resurrection）（莎拉·莫耶〈碧安卡·嘉蓮治（英语：Bianca Kajlich）〉）
- 千你奇緣（英语：Heartbreakers (2001 film)）（佩奇·康納斯〈珍妮佛·樂芙·休伊〉）
- 滴答屋（Tarby Corrigan〈Sunny Suljic〉[57]）
- 狩獵者：凜冬之戰（布朗溫夫人〈謝里丹·史密斯（英语：Sheridan Smith）〉[58]）
- 風騷壞姐妹（英语：Jawbreaker (film)）（考特尼·貝里克〈羅絲·麥高恩〉）
- 白爛賤客（希絲〈伊麗莎·杜什庫〉）
- 寶貝福星（英语：Johnny Dangerously）－日本電視台版
- 誰吻了潔西卡（英语：Kissing Jessica Stein）（海倫·庫珀〈希瑟·謝爾根森（英语：Heather Juergensen）〉）
- 劈腿排行榜（英语：Little Black Book）（史泰西·霍爾特〈布蘭妮·墨菲〉）
- 啞巴歌手（英语：Little Voice (film)）（勞拉·霍夫／LV〈珍·哈洛絲（英语：Jane Horrocks）〉）
- 巴黎來的私生子（英语：Man, Woman and Child (film)）－朝日電視台版
- 巨猩喬揚（英语：Mighty Joe Young (1998 film)）（吉爾·楊格〈查理兹·塞隆〉）－朝日電視台版
- 密西西比在燃燒－朝日電視台版
- 比悲傷更悲傷的故事（A-Lin[注 10][59]）
- （瑪麗蓮·夢露〈米雪·威廉絲〉）
- 溫馨家族（英语：Parenthood (film)）（凱文·巴克曼〈傑森·費雪（英语：Jasen Fisher）〉）－VHS版
- 危險人物（英语：Payback (1999 film)）（珍珠〈劉玉玲〉）－日本電視台版
- 災難水世界2（英语：Piranha II: The Spawning）－朝日電視台版
- 無罪的罪人（英语：Presumed Innocent (film)）（納·薩比奇〈傑西·布拉福德（英语：Jesse Bradford）〉）－影碟版
- 麻雀變鳳凰（基特·德·盧卡〈蘿拉·珊·賈克莫（英语：Laura San Giacomo）〉）－影碟版
- 狂野時速（英语：Redline (2007 film)）（納塔莎·馬丁〈納迪亞·布喬林（英语：Nadia Bjorlin）〉）
- 神鬼莫測（艾許莉·默瑟〈查理茲·塞隆〉）－朝日電視台版
- 致命羅密歐（翠西·奧戴〈艾莉婭〉）－影碟版
- 破裂（英语：Rupture (film)）（蕾妮〈勞米·拉佩斯〉）
- （維多利亞·“維克”·伊萊恩〈愛麗絲·帕金森〉）
- 回到過去（英语：Scrooged）（蘭內爾·庫利〈雷納·金（英语：Reina King）〉）－富士電視台版
- 密陽（李申愛〈全道嬿〉）
- 哭泣的玫瑰（莎麗娜〈珍妮弗·洛佩兹〉）
- 修女也瘋狂2（坦妮亞）－影碟版、日本電視台版
- 沉默的羔羊（阿德莉亞·馬普〈卡茜·萊蒙斯（英语：Kasi Lemmons）〉）－VHS版
- 藍色小精靈2（小科學家〈馬力歐·洛佩茲（英语：Mario Lopez）〉）
- 偷香（露西·哈蒙〈莉芙·泰萊〉）
- 綁票通緝令（馬里斯·康納〈莉莉·泰勒（英语：Lili Taylor）〉）－日本電視台版
- 泰迪熊（諾拉·瓊絲[注 10]）
- 魔鬼終結者（莎拉·康納〈琳達·漢密爾頓〉）－東京電視台版[注 8]
- （帝芬妮）－影碟版
- Turk 182（英语：Turk 182）（丹尼·布德羅〈金·凱特羅〉）－電視播出版
- 兩分鐘警告（英语：Two-Minute Warning）（露西〈瑪麗蓮·哈塞特（英语：Marilyn Hassett）〉）－朝日電視台版
- 魔鬼戰將（嬌登·塔特〈埃麗卡·埃倫尼克〉）－朝日電視台版[注 6]
- 代溝（英语：Unhook the Stars）（莫妮卡·沃倫〈瑪麗莎·托梅〉）
- Vietnam (1985年電影)（梅根）
- 未來水世界（海倫〈珍妮·翠柏虹（英语：Jeanne Tripplehorn）〉）－東京電視台版
- 愛上新郎（瑪麗·菲奧雷〈珍妮弗·洛佩兹〉）－朝日電視台版
- 西城故事（雅妮妲〈麗塔·莫瑞諾〉）－東京電視台版
- 威探闖通關（崔弟）
- 巫婆（英语：The Witches (1990 film)）（盧克·伊夫希姆〈傑森·費雪（英语：Jasen Fisher）〉）
- 鬼擋牆（英语：Wrong Turn）（潔西·伯靈格姆〈伊麗莎·杜什庫〉）
- 英勇勳章（瓦雷拉上尉〈艾妮安娜·姬兒（英语：Ariadna Gil）〉）
- 名模大間諜（瑪蒂爾達·傑弗里斯〈克莉斯汀·泰勒（英语：Christine Taylor）〉）
- 名模大間諜2（瑪蒂爾達·傑弗里斯〈克莉斯汀·泰勒〉）

#### 電視影集
- 飛越比佛利→新飛越比佛利（凱莉·泰勒（英语：Kelly Taylor (90210)）〈珍妮·加斯（英语：Jennie Garth）〉）
- 恐龍家族（英语：Dinosaurs (TV series)）（夏琳·辛克萊〈莎莉·斯特拉瑟斯（英语：Sally Struthers）〉）
- 急診室的春天 (第6季)（塔瑪拉·戴維斯〈加布里埃爾·尤尼恩〉）
- 歡樂家庭 (第1季)（莉莎〈唐娜·柏拉圖（英语：Dana Plato）〉）
- 今夜布偶秀（英语：Muppets Tonight）（寶拉·阿巴杜[注 10]）
- （克里奧）
- 銀河飛龍（Oji）

#### 動畫
- 安潔拉·安娜康妲（英语：Angela Anaconda）（安潔拉·安娜康妲）
- ANISAVA（日语：ANISAVA）（Beth[60]）
- 蝙蝠俠（喬丹·席爾）
- Dva khvosta（Max）
- 救難小尖兵（匈牙利语：Éliás, a kis mentőhajó (film)）（埃利亞斯）
- 狐狸與獵狗2（蒂西〈瑞芭·麥肯泰爾〉）
- 米奇與魔豆（Harman）－博偉家庭娛樂版
- 金猴降妖（小猴子2）
- 歷險小恐龍（英语：The Land Before Time）系列（莎拉）
- 花生動畫（英语：Peanuts (TV series)）系列（史奴比）
  - 小英雄擂臺鬥智（英语：A Boy Named Charlie Brown）
  - 史努比，回家吧（英语：Snoopy, Come Home）
- 淘氣小企鵝（艾迪）
- 勇闖黃金城（巧兒〈蘿西·培瑞茲〉）
- 超級戰猴（英语：Super Robot Monkey Team Hyperforce Go!）（Chiro）
- 忍者龜 (1991年NHK-BS2版)（Alma）
- 魔髮精靈唱遊世界（黛爾塔·東恩〈凱莉·克萊森〉[61]）
- 拇指姑娘（英语：Thumbelina (1994 film)）（Toad夫人〈Charo〉）
- 醜娃娃大冒險（小盧〈尼克·強納斯〉）

### 旁白

#### 廣告
- 萬代 地球戰隊五人組 DX地球加農砲（1990年）
- 絕對無敵雷神王相關（日向仁）
  - 絕對無敵雷神王&雷神手環（1991年）
  - 絕對無敵雷神王 馬拉松廣告
  - 絕對無敵雷神王BD-BOX
- 勇敢的劍士 武藏傳（1998年）
- 超級機器人大戰GC（日语：スーパーロボット大戦GC）（2004年）
- （今改名：MetLife生命保險（日语：メットライフ生命保険））（2006年）
- 超級機器人大戰BX（2015年）
- 樂天旅遊（日语：楽天トラベル）（2018年）[62]
- 丸韓（年份不詳）

#### 電視節目
- （2013年－2015年，NHK）
- ！生物 生物大（2017年，日本電視台）

### 廣播節目
※記號表示說明網路廣播。
- 松本梨香的玩咖之夜（1995年，TBS廣播）
- 梨香與瞳（日语：有坂来瞳）之放學後的國王（1995年，St.GIGA（日语：セント・ギガ））
- Saturday Hot Request（日语：サタデーホットリクエスト）（1996年－2000年，NHK-FM）
- （日本放送）週一外派記者
- 松本梨香的橫濱週末STYLE！（日语：松本梨香のヨコハマウィークエンド・スタイル!）（2005年－2009年，日本廣播電台）
- Pokemon Radio Show！小智的我得到神奇寶貝了！（日语：Pokemon Radio Show! ロケット団ひみつ帝国）（2012年，InterFM）※
- 松本梨香的（2014年，超！A&G+／AG-ON（日语：AG-ON））※
- mysta presents 松本王國 -KINGDOM-（2019年－現在，TOKYO FM）

### 電視節目
※記號表示說明網路電視。
富士電視台
- （1989年）
- 史上最強名曲 動畫紅白歌合戰'98（日语：史上最強ベストヒットアニメ紅白歌合戦'98）（1998年）
- 快進擊TV！歌唱衛門（日语：快進撃TVうたえモン）（1999年）
- 2017 FNS歌謠祭 第2夜（2017年12月13日）

NHK
- （2005年－2006年）－準常態來賓
- 紅白歌合戰 第66回（2015年12月31日）－以小智的聲音出席『動畫紅白』群

日本電視台
- 月曜夜未央 日本大大大問題!!!春季全國一齊調查特輯（2018年3月31日）－以代代木動畫學院特別講師身份為進行配音指導。
- 今夜比一比（日语：今夜くらべてみました）（2020年9月23日

其它頻道、電視台
- 松本梨香的菜肴王/和菓子王（1998年－2000年，FOODIES TV（日语：食と旅のフーディーズTV））
- HOT WAVE（日语：HOT WAVE）（2005年－2006年，埼玉電視台）－主持人
- （2011年－2016年，神奈川電視台）－週二主持人
- 松本梨香的茉莉世界（2017年－現在，FRESH！）※

### 柏青哥、角子機
- 阿拉丁2 Evolution（日语：アラジン2エボリューション）（阿拉丁）
- CR（阿爾提）
- CR（艾許）

### 特攝影集
1989年
- 機動刑事（記者〈飾演〉、怪物科斯摩的配音）
- 高速戰隊渦輪連者（鈴鳴暴魔的配音、御守暴魔的配音）

1990年
- 地球戰隊五人組（亞瑟G6的配音）

1991年
- 鳥人戰隊噴射人（垃圾次元獸的配音）

1992年
- 恐龍戰隊獸連者（多拉蕾卡的配音）

2008年
- 炎神戰隊轟音者（害地目蠻機獸紡織機蠻機的配音）

2010年
2012年
- [注 3]
- 非公認戰隊秋葉原連者（山田雅子／秋葉原黃〈飾演〉）

#### 2024年
爆上战队奔奔者（奔多里奥・奔德拉斯）

### 電視劇
- 超能少女七瀨（日语：七瀬ふたたび）（1998年）－高井戶
- 壽司王子！（日语：スシ王子!） 第6話（2007年，朝日電視台）－主角母親經常就診的醫生

### 電影
- 雷電疾走的夏天（2003年）－DJ珊迪
- 魯邦的奇巖城（2011年）－山鹿

### 舞台
- 座「雨」
- 魅惑的早上（1994年）
- （1998年）
- （1999年，朗讀劇）
- 家庭音樂 新·綠野仙蹤（2000年）－西邊國家的惡毒魔女／加路姿
- 橫濱夢座「澤村春花一座奮闘記」（2005年）倉田耀子
- 劇團岸野組「報復手下留情」（2006年）
- 企Vol.1（2009年）－篠田未來
- 夜明（2009年）－小美代
- 鈴村展弘（日语：鈴村展弘）企劃 BELL＋UP COMPANY「RESET 3、2、1…」（2010年2月2日-7日，綠色劇院（日语：シアターグリーン） BIG TREE Theater）
- 企Vol.3（2011年4月20日－27日，赤坂RED THEATER）
- ～電影導演山中貞雄的青春～（2010年）
- 公演Vol.5「風呼」（2012年5月23日－27日，荻窪KAI HALL）
- 劇團 開張公演第一回企劃製作作品「鐵道員 Poppoya」（2013年2月7日－10日，日本橋公會堂）

### 其他活動
日本國內
- 開國博Y150（日语：開国博Y150）（吉祥物 的配音）[來源請求]
- !!（旁白，萬代）[來源請求]
- 天文展電影「忍者亂太郎 星誓友情物語段～」（ミザル）[來源請求]
- DAM（日语：DAM (カラオケ)）「若被溫柔包圍」[63]

華人地區
- 2006年8月13、14日，以神奇寶貝系列主角小智聲優身份，受邀至台灣第7屆漫畫博覽會。

13日為媒體記者會，並參觀當時於台北士林設立的神奇寶貝樂園；14日於台北世界貿易中心展覽館二館舉辦簽名會。
- 2007年6月3日，與遠藤正明、北谷洋於上海新天地ARK舉行演唱會「BURNING GLOW」。

## 音樂作品

### 單曲
| 枚數 | 發行日期       | 單曲名稱（日文名稱）           | 規格編號   |
| ---- | -------------- | ------------------------------ | ---------- |
| 1st  | 1995年5月24日  | 迎向明日的Free Way（Free Way） | PIDA-1502  |
| 2nd  | 1996年5月2日   | SPICY LIVE（スパイシー·ライフ）                 | SRDL-4185  |
| 3rd  | 1997年4月21日  | From me to you                 | SRDL-4256  |
| 4th  | 1997年6月28日  | 目標是神奇寶貝大師（めざせポケモンマスター）         | TGDS-0098  |
| 5th  | 1998年11月27日 | VIVA 橫濱（VIVA ヨコハマ）                  | ABDS-0003  |
| 6th  | 1999年3月25日  | 對手！（！）                   | ZMDP-0156  |
| 7th  | 2000年2月2日   | OK！                           | ZMDP-1062  |
| 8th  | 2000年5月31日  | 大丁草（ガーベラ）                     | ZMCZ-1083  |
| 9th  | 2000年10月21日 | IN YOUR HEART                  |            |
| 10th | 2002年3月20日  | Alive A life                   | AVCA-14355 |
| 11th | 2004年4月28日  | 挑戰!!/微笑（!!/）             | ZMCP-1719  |
| 12th | 2006年7月26日  | KISEKI/Last my wish            | NECM-12131 |
| 13th | 2008年10月22日 |                                | BNCL-0036  |
| 14th | 2010年11月24日 | 超級願望！（！）               | ZMCP-5653  |
| 15th | 2012年7月18日  | 化作箭矢！（！）               | ZMCP-6093  |
| 16th | 2015年11月18日 | Soup                           | LRICP-1    |
| 17th | 2017年8月9日   | 晴！                           | TKCA-74534 |

### 專輯

#### 原創專輯
|     | 發行日期      | 專輯名稱 | 規格編號  |
| --- | ------------- | -------- | --------- |
| 1st | 1993年4月28日 | CLUSTER  | TYCY-5301 |
| 2nd | 1993年5月19日 | 華宴     | TYCY-5302 |
| 3rd | 1995年7月12日 | Destiny  | PICA-1067 |

#### 迷你專輯
|     | 發行日期       | 專輯名稱                              | 規格編號  |
| --- | -------------- | ------------------------------------- | --------- |
| 1st | 2017年11月29日 | 目標是神奇寶貝大師 -20th Anniversary- | SECL-2227 |

#### 翻唱專輯
|     | 發行日期      | 專輯名稱 | 規格編號  |
| --- | ------------- | -------- | --------- |
| 1st | 2009年9月30日 |          | ZMCZ-5087 |

#### 精選專輯
|     | 發行日期      | 專輯名稱                       | 規格編號     |
| --- | ------------- | ------------------------------ | ------------ |
| 1st | 2001年5月23日 | RICA the BEST                  | VPCD-81374/5 |
| 2nd | 2011年7月16日 | 松本梨香主唱的神奇寶貝歌曲精選 | ZMCP-7317    |

#### 發佈樂曲
| 發佈開始日    | 發佈終了日 | 曲名                                  | 備註 |
| ------------- | ---------- | ------------------------------------- | ---- |
| 2017年6月28日 | －         | 目標是神奇寶貝大師 -20th Anniversary- |      |

### 商業搭配
| 歌曲名稱                              | 商業搭配 | 年份   |
| ------------------------------------- | --- | ------ |
|                                       | 電視動畫《酷媽寶貝蛋》後期片尾主題曲                                                                                    | 1996年 |
| 目標是神奇寶貝大師                    | 電視動畫《神奇寶貝》初代片頭主題曲                                                                                      | 1997年 |
| 晚安 我的皮卡丘                       | 電視動畫《神奇寶貝》形象歌曲 電視動畫《神奇寶貝》第38話插入歌                                                           | 1997年 |
| 對手！                                | 電視動畫《神奇寶貝》第2代片頭主題曲 電影動畫《劇場版 神奇寶貝：夢幻之神奇寶貝 洛奇亞爆誕》片頭主題曲                    | 1999年 |
| Type:Wild                             | 電視動畫《神奇寶貝》第5代片尾主題曲                                                                                     | 1999年 |
| OK！                                  | 電視動畫《神奇寶貝》第3代片頭主題曲                                                                                     | 2000年 |
|                                       | 東京電視台綜藝節目《電視動畫》片尾主題曲                                                                                | 2000年 |
| IN YOUR HEART                         | 特攝錄影帶《超人力霸王涅歐斯》片尾主題曲                                                                                | 2000年 |
| Alive A life                          | 特攝影集《假面騎士龍騎》片頭主題曲                                                                                      | 2002年 |
| 挑戰!!                                | 電視動畫《神奇寶貝超世代》第2代片尾主題曲                                                                               | 2004年 |
|                                       | CBC電視台吉祥物《》形象歌曲                                                                                             | 2007年 |
| 超級願望！                            | 電視動畫《神奇寶貝超級願望》片頭主題曲 電影動畫《劇場版 神奇寶貝：比克提尼與黑英雄 捷克羅姆/白英雄 雷希拉姆》片頭主題曲 | 2010年 |
| 成為箭頭！                            | 電視動畫《神奇寶貝超級願望 Season 2》片頭主題曲 電影動畫《劇場版 神奇寶貝：酋雷姆VS聖劍士 凱路迪歐》片頭主題曲          | 2012年 |
| Soup                                  | 電影《再生之村》主題歌                                                                                                  | 2015年 |
| 目標是神奇寶貝大師 -20th Anniversary- | 電視動畫《精靈寶可夢 太陽&月亮》片頭主題曲 電影動畫《劇場版 精靈寶可夢 就決定是你了！》片頭主題曲                       | 2017年 |
| Go！Now！ ～Alive A life neo～        | 特攝影集《RIDER TIME 假面騎士龍騎》片頭主題曲                                                                           | 2019年 |
| コツコツ-PON-PON                      | 特攝影集《爆上戰隊BoonBoomger》片尾主題曲                                                                               | 2024年 |

### 角色歌曲
| 發行日期 | 標題                                             | 名義 | 曲名                              | 備註                                                                                               |
| 1991年   | 1991年                                           | 1991年 | 1991年                            | 1991年                                                                                             |
| -------- | ------------------------------------------------ | --- | --------------------------------- | -------------------------------------------------------------------------------------------------- |
| 5月24日  | 地球防衛組應援歌                                 | 地球防衛合唱隊 | 「地球防衛組援歌」                | 電視動畫《絶對無敵雷神王》片尾主題曲                                                               |
| 1992年   |                                                  | |                                   | |
| 2月26日  | 絕對無敵雷神王 唱歌吧地球防衛組！                | 松本梨香 | 「僕無敵」 「男が燃える陽昇海峡」 | 電視動畫《絶對無敵雷神王》插入歌                                                                   |
| 2月26日  | 絕對無敵雷神王 唱歌吧地球防衛組！                | 五次元邪惡帝國、地球防衛合唱隊 | 「援歌 邪帝vs地球防衛組」         | 電視動畫《絶對無敵雷神王》插入歌                                                                   |
| 7月22日  | 絕對無敵雷神王IV 地球防衛組全員出動！            | 日向仁（松本梨香） | 「熱血！熱血！男熱血！」          | 電視動畫《絶對無敵雷神王》相關歌曲                                                                 |
| 8月5日   | 絕對無敵雷神王IV 地球防衛組全員出動！3           | 島田愛子（松本梨香）、真野美紀（鈴木砂織） | 「作 ～美少年占約2～」            | 電視動畫《絶對無敵雷神王》相關歌曲                                                                 |
| 9月16日  | 絕對無敵雷神王IV 地球防衛組全員出動！6           | 日向仁（松本梨香）、月城飛鳥（岩坪理江）、星山吼兒（丸田麻里） | 「FRIENDS」                       | OVA《絶對無敵雷神王》片尾主題曲                                                                    |
| 12月28日 | 絕對無敵雷神王V 廣播劇CD特輯 絕對無敵的玉手箱    | 松本梨香 、吉田古奈美 | 「夢扉」                          | 廣播劇CD《絶對無敵雷神王V》插入歌                                                                  |
| 12月28日 | 絕對無敵雷神王V 廣播劇CD特輯 絕對無敵的玉手箱    | SILK、松本梨香、岩坪理江、丸田麻里 | 「（）」                          | 廣播劇CD《絶對無敵雷神王V》插入歌                                                                  |
| 1993年   |                                                  | |                                   | |
| 2月3日   | 勇者傳說達鋼 原聲音樂 Vol.2 ～Good bye Da·Garn～ | 高杉星史（松本梨香）、達鋼（速水獎） | 「勇者 ～心～」                   | 電視動畫《勇者傳說達鋼》劇中插入歌                                                                 |
| 2月3日   | 勇者傳說達鋼 原聲音樂 Vol.2 ～Good bye Da·Garn～ | 高杉星史（松本梨香）、達鋼（速水獎）、香坂光（紗百合）、櫻小路螢（白鳥由里）、楊察爾王子（高乃麗） | 「風未（合唱）」                  | 電視動畫《勇者傳說達鋼》片尾主題曲                                                                 |
| 2月24日  | 絶對無敵雷神王VI 原聲音樂3                       | 松本梨香 | 「見」                            | 電視動畫《絶對無敵雷神王》劇伴歌                                                                   |
| 2月24日  | 絶對無敵雷神王VI 原聲音樂3                       | 松本梨香、吉田古奈美 | 「達志」                          | 電視動畫《絶對無敵雷神王》劇伴歌                                                                   |
| 4月16日  | 僕                                               | 日向仁（松本梨香）、月城飛鳥（岩坪理江）、星山吼兒（丸田麻里）、白鳥瑪莉亞（吉田古奈美）、小島勉（島田敏）、佐藤大介（鹽屋浩三）、坂井時惠（佐藤智惠）、泉優（林原惠）、高森弘志（松井摩味）、春野綺羅（南杏子）、池田玲子（鈴木砂織）、栗木容子（岩坪理江）、近藤秀則（吉田古奈美）、小川吉明（佐藤智惠）、石塚織繪（松井摩味）、今村明（南杏子）、島田愛子（松本梨香）、真野美紀（鈴木砂織） | 「僕」                            | 電視動畫《絶對無敵雷神王》相關歌曲                                                                 |
| 1994年   |                                                  | |                                   | |
| 4月25日  | 搞怪拍檔FLASH 尤莉&惠 休息的天使                 | 惠（松本梨香） | 「&」 「悲」                      | 廣播劇CD《尤莉&惠 休息的天使》插入歌                                                               |
| 4月25日  | 搞怪拍檔FLASH 尤莉&惠 休息的天使                 | 惠（松本梨香）&尤莉（國府田麻理子） | 「女同士」 「第2章」              | 廣播劇CD《尤莉&惠 休息的天使》插入歌                                                               |
| 7月1日   | 麵包超人：莉莉卡與魔幻魔法學校 原聲音樂          | 莉莉卡（松本梨香） | 「魔女」                          | 電影動畫《麵包超人：莉莉卡與魔幻魔法學校》劇中插入歌                                               |
| 1995年   |                                                  | |                                   | |
| 1月1日   | 逮捕令 角色歌曲集 ～歌手警察官～                 | 葵雙葉（松本梨香） | 「My Private Blue」               | 電視動畫《逮捕令》相關歌曲                                                                         |
| 4月29日  | 新·甜心戰士 Special Vocal Collection             | 早見直慶（松本梨香） | 「20世紀最高」                    | OVA《新·甜心戰士》相關歌曲                                                                         |
| 1996年   |                                                  | |                                   | |
| 1月26日  | 逮捕令 限定解除歌曲精選輯                        | 辻本夏實（玉川紗己子）、小早川美幸（平松晶子）、中嶋劍（島田敏）、二階堂頼子（小櫻悅子）、葵雙葉（松本梨香）、課長（政宗一成） | 「Thank You」                     | 電視動畫《逮捕令》相關歌曲                                                                         |
| 5月22日  | 酷媽寶貝蛋 形象專輯                              | 保與田未来（松本梨香） | 「HARD」                          | 電視動畫《酷媽寶貝蛋》相關歌曲                                                                     |
| 5月22日  | 酷媽寶貝蛋 形象專輯                              | 保與田未来（松本梨香）、源大（長島雄一） | 「」                              | 電視動畫《酷媽寶貝蛋》相關歌曲                                                                     |
| 1998年   |                                                  | |                                   | |
| 3月4日   | 逮捕令 限定解除II ～ SUPER COLLECTION            | 葵雙葉（松本梨香） | 「」                              | 電視動畫《逮捕令》相關歌曲                                                                         |
| 8月21日  | 星方武俠 &                                       | 吉姆（松本梨香） & 讓（澀谷茂） | 「Tough & Rough」                 | 電視動畫《星方武俠》相關歌曲                                                                       |
| 9月23日  | FRIENDS ～閃耀的青春～ Vocal Collection          | 緒方靜香（松本梨香） | 「Yes, I'm Dreamer」              | 遊戲《同窗會 -Yesterday Once More-》相關歌曲                                                       |
| 1999年   |                                                  | |                                   | |
| 8月21日  | 坐在拉普拉斯背上                                 | 小智（松本梨香）、皮卡丘（大谷育江）、小霞（飯塚雅弓）、波克比（興梠里美）、小剛（上田祐司）、六尾（愛河里花子）、小建（關智一）、瑪力露（金井美香） | 「！」                            | 電視動畫《神奇寶貝》形象歌曲                                                                       |
| 11月26日 | 仙界傳封神演義 封神計劃 「歌宴」                 | 雷震子（松本梨香） | 「BLACK BIRD」                    | 電視動畫《仙界傳 封神演義》関連曲                                                                  |
| 2000年   |                                                  | |                                   | |
| 7月26日  | 仙界傳封神演義 封神計劃「歌宴II」                | 雷震子（松本梨香） | 「SOMEDAY」                       | 電視動畫《仙界傳 封神演義》相關歌曲                                                                |
| 7月26日  | 仙界傳封神演義 封神計劃「歌宴II」                | 太公望（結城比呂）、楊戩（千葉進步）、黃天化（山岸功）、哪吒（宮田幸季）、雷震子（松本梨香） | 「陽場所」                        | 電視動畫《仙界傳 封神演義》片尾主題曲                                                              |
| 2006年   |                                                  | |                                   | |
| 6月28日  | 衝刺！/我，不會認輸！～小遙的主題曲～            | 小智（松本梨香） | 「！」                            | 電視動畫《神奇寶貝超世代》片頭主題曲                                                               |
| 2008年   |                                                  | |                                   | |
| 11月26日 | 擊掌！/明天一定                                  | 小智（松本梨香）、小光（豐口惠） | 「！」                            | 電視動畫《神奇寶貝鑽石&珍珠》片頭主題曲                                                            |
| 11月26日 | 擊掌！/明天一定                                  | 小智（松本梨香） | 「！（）」                        | |
| 2009年   |                                                  | |                                   | |
| 7月15日  | 擊掌！2009/萌燒吧，刺刺耳皮丘！                  | 小智（松本梨香）、小光（豐口惠） | 「！2009」                        | 電視動畫《神奇寶貝鑽石&珍珠》片頭主題曲 電影動畫《劇場版 神奇寶貝：阿爾宙斯 超克的時空》片頭主題曲 |
| 2016年   |                                                  | |                                   | |
| 1月20日  | 動畫「神奇寶貝XY&Z」角色歌曲企劃集vol.1          | 小智（松本梨香） | 「XY&Z」                          | 電視動畫《神奇寶貝XY&Z》片頭主題曲                                                                 |
| 2017年   |                                                  | |                                   | |
| 4月12日  | 阿羅拉!!/姿勢                                    | 小智（松本梨香） with 皮卡丘（大谷育江） | 「!!」                            | 電視動畫《精靈寶可夢 太陽&月亮》片頭主題曲                                                         |
| 11月29日 | 目標是神奇寶貝大師 -20th Anniversary-            | 小智（松本梨香） with 皮卡丘（大谷育江） | 「 -withver.-」                   | 電視動畫《神奇寶貝XY》相關歌曲                                                                     |
| 2020年   |                                                  | |                                   | |
| 11月25日 | MIRACLE DIALIES                                  | 厚企鵝（松本梨香） | 「High×High×High!!」              | 遊戲《動物朋友3》相關歌曲                                                                          |

### 參加作品
| 發行日期 | 標題                                                        | 名義 | 曲名                               | 備註                                                                   |
| 1993年   | 1993年                                                      | 1993年 | 1993年                             | 1993年                                                                 |
| -------- | ----------------------------------------------------------- | --- | ---------------------------------- | ---------------------------------------------------------------------- |
| 8月25日  | Audio RPG 超龍戰記超龍騎士                                  | 松本梨香 | 「DESTINY」                        | 廣播劇CD《Audio RPG 超龍戰記超龍騎士》片尾主題曲                       |
| 1994年   |                                                             | |                                    |                                                                        |
| 8月25日  | 幽幻怪社 音樂篇                                             | 松本梨香 | 「THAT'S 幽幻怪社」                | OVA《幽幻怪社》片頭主題曲                                              |
| 8月25日  | 幽幻怪社 音樂篇                                             | 松本梨香 | 「」                               | OVA《幽幻怪社》片尾主題曲                                              |
| 8月25日  | 幽幻怪社 音樂篇                                             | 松本梨香 | 「」                               | OVA《幽幻怪社》相關歌曲                                                |
| 8月25日  | 幽幻怪社 音樂篇                                             | 松本梨香、山寺宏一 | 「」                               | OVA《幽幻怪社》相關歌曲                                                |
| 12月16日 | 爆炎學園 爆炎音樂大行進                                     | 松本梨香 | 「」                               | OVA《爆炎學園》插入歌                                                  |
| 12月16日 | 爆炎學園 爆炎音樂大行進                                     | 松本梨香、石田彰 | 「No No Blood」 「」               | OVA《爆炎學園》相關歌曲                                                |
| 1995年   |                                                             | |                                    |                                                                        |
| 3月29日  | 彌涅耳瓦公主 原聲廣播劇&音樂原聲帶                          | 井上喜久子、松本梨香、夏樹莉緒、佐久間玲、田中敦子 | 「親衛隊」                         | OVA《彌涅耳瓦公主》相關歌曲                                            |
| 4月26日  |                                                             | 松本梨香 | 「」                               | OVA《搞怪拍檔FLASH2》片頭主題曲                                        |
| 4月26日  | 「」                                                        | 松本梨香 | OVA《搞怪拍檔FLASH2》相關歌曲      |                                                                        |
| 7月7日   | 搞怪拍檔FLASH2 音樂原聲帶                                   | 松本梨香 | OVA《搞怪拍檔FLASH2》相關歌曲      | 「Flowers in your heart」                                              |
| 7月26日  | MAGICAL GIRL PRETTY SAMY SOUND CLIP & PON PON - DRAMA       | 松本梨香 | 「愛負（）」                       | 廣播劇CD《魔法少女砂沙美》插入歌                                       |
| 12月21日 | 心見                                                        | 松本梨香 | 「心見」                           | OVA《搞怪拍檔FLASH3》片尾主題曲                                        |
| 12月21日 | 心見                                                        | 松本梨香 | 「」                               | OVA《搞怪拍檔FLASH3》相關歌曲                                          |
| 1996年   |                                                             | |                                    |                                                                        |
| 2月21日  | 搞怪拍檔FLASH3 音樂原聲帶 「尤莉&惠天使降臨」               | 松本梨香 | 「」                               | OVA《搞怪拍檔FLASH3》相關歌曲                                          |
| 3月1日   | 美少女雀士外傳「C（Combat）Girl 檸檬派」                    | 松本梨香 | 「無敵！女神！者拒（）」           | 廣播劇CD《C（Combat）Girl 檸檬派》相關歌曲                             |
| 6月1日   | 搞怪拍檔FLASH 立體聲劇場 VOL.3                              | 松本梨香 | 「Nostalgia」                      | OVA《搞怪拍檔FLASH》相關歌曲                                           |
| 6月1日   | 魔法少女奇幻CoCo P（Premium）ACT.1「魔法王女不得了了！」    | 松本梨香 | 「Party a go go」                  | 廣播劇CD《魔法少女奇幻CoCo P（Premium）》相關歌曲                      |
| 1998年   |                                                             | |                                    |                                                                        |
| 11月11日 | 白色的明天在等著我們！火箭隊                                | 松本梨香、高尾直樹 | 「道」                             | 電視動畫》相關歌曲                                                     |
| 1999年   |                                                             | |                                    |                                                                        |
| 2月12日  | Sound Picture BOX 超夢的誕生                                | 松本梨香 | 「'98」                            | 電影動畫《劇場版 神奇寶貝：超夢的逆襲》片頭主題曲                      |
| 9月15日  | 劇場版 神奇寶貝：夢幻之神奇寶貝 洛奇亞爆誕 原聲音樂精選輯   | 松本梨香 | 「」                               | 電影動畫《劇場版 神奇寶貝：夢幻之神奇寶貝 洛奇亞爆誕》形象歌曲         |
| 2000年   |                                                             | |                                    |                                                                        |
| 7月8日   | 劇場版 神奇寶貝：結晶塔的帝王 音樂精選輯                    | 松本梨香 | 「OK！2000」                       | 電影動畫《劇場版 神奇寶貝：結晶塔的帝王》片頭主題曲                    |
| 2001年   |                                                             | |                                    |                                                                        |
| 7月8日   | 劇場版 神奇寶貝：雪拉比 穿梭時空的相遇 音樂精選輯           | 松本梨香 | 「2001」                           | 電影動畫《劇場版 神奇寶貝：雪拉比 穿梭時空的相遇》片頭主題曲           |
| 2002年   |                                                             | |                                    |                                                                        |
| 7月8日   | 劇場版 神奇寶貝：水都的守護神 拉帝亞斯和拉帝歐斯 音樂精選輯 | coba & 松本梨香 | 「2002」                           | 電影動畫《劇場版 神奇寶貝：水都的守護神 拉帝亞斯和拉帝歐斯》片頭主題曲 |
| 2007年   |                                                             | |                                    |                                                                        |
| 7月4日   | 超絕合體SRD主題集                                           | 松本梨香 | 「Enthusiasm -情熱-」              | 柏青哥《CR超絕合體SRD》主要主題歌曲                                    |
| 2012年   |                                                             | |                                    |                                                                        |
| 3月1日   | WIN THE BATTLE                                              | 松本梨香×松原剛志×川添智久 | 「WIN THE BATTLE」                 | PSP《英雄大戰 全力開火》片頭主題曲                                     |
| 4月25日  | 熱情 ～We are Brothers～                                    | Hero Music All Stars | 「情熱 ～We are Brothers～」       | 電影《假面騎士×超級戰隊 超級英雄大戰》主題歌                           |
| 2013年   |                                                             | |                                    |                                                                        |
| 4月17日  | Twinkle Voice ～贈物～                                      | 松本梨香 | 「」                               |                                                                        |
| 4月17日  | Twinkle Voice ～贈物～                                      | Twinkle Voice All Stars | 「」                               |                                                                        |
| 2014年   |                                                             | |                                    |                                                                        |
| 7月23日  | 來跟神奇寶貝跳舞吧 with J☆Dee'Z                             | 松本梨香 with J☆Dee'Z | 「」                               | 電視動畫《神奇寶貝XY》相關歌曲                                         |
| 8月27日  | 瞳でEle-phant!                                              | 愛河里花子、新居昭乃、飯塚雅弓、金月真美、小林由美子、小峰理紗、佐伯智、坂本真綾、新谷良子、千菅春香、千葉紗子、POARO（伊福部崇、鷲崎健）、松本梨香、三重野瞳、水野愛日、山本麻里安 | 「瞳 Fall in Love ～20周年記念」   |                                                                        |
| 2015年   |                                                             | |                                    |                                                                        |
| 8月31日  | CD                                                          | 松本梨香 | 「」                               | 電視動畫《》主題歌                                                     |
| 2019年   |                                                             | |                                    |                                                                        |
| 5月1日   | 平成假面騎士20作品紀念BEST                                  | 松本梨香 | 「Go！Now！ ～Alive A live neo～」 | 網路廣播劇《假面騎士ZI-O 外傳 PART2 RIDER TIME 龍騎》主題歌            |

## 腳註

## 外部連結
- （日語）－松本梨香的官方個人網站。
- （日語）－松本梨香的官方個人網站。
- （日語）－松本梨香的官方個人部落格。
- （日語）－松本梨香的官方個人部落格。
- （日語）－松本梨香的官方個人部落格。
- 松本梨香的X（前Twitter） （日語）
- （日語）
- .   [2018-07-11]. （原始内容存档于2016-10-20）. （日語）
- 德間日本傳播官網所屬歌手介紹頁面 （页面存档备份，存于） （日語）
- 松本梨香－日本藝人名鑑 （页面存档备份，存于） （日語）